# Танака, Сихо
Сихо Танака (яп. 田中志歩; род. 29 июня 1998) — японская дзюдоистка, двукратная чемпионка мира и бронзовый призёр чемпионата мира 2024 года, трёхкратная чемпионка Азиатских игр, чемпионка Азии, чемпионка Универсиады.

## Биография
В 2018 году японская дзюдоистка Сихо Танака представляла свою страну на летних Азиатских играх в Джакарте, где стала чемпионкой в смешанном командном турнире.
В 2019 году на чемпионате Азии в Фуджейре, в категории до 70 кг, стала обладателем чемпионского титула. В финале победила соперницу из Узбекистана Гулнозу Матниязову.
В Неаполе, на летней Универсиаде, Сихо завоевала две золотые медали: в категории до 70 кг и в смешанном командном турнире.
На Азиатских играх 2022 года, которые состоялись в Китае в 2023 году, в весовой категории до 70 кг, а также в смешанном командном турнире, Сихо стала победительницей.
Весной 2024 года на предолимпийском чемпионате мира, который состоялся в Объединённых Арабских Эмиратах, Сихо завоевала бронзовую медаль, в поединке за третье место она победила спортсменку из Бельгии Габриэлу Виллемс. В смешанном командном турнире завоевала золотую медаль. 
В июне 2025 года на чемпионате мира в Будапеште в весовой категории до 70 кг завоевала золотую медаль. В схватке за титул одолела соперницу из Хорватии Лару Цветко.